# 多丽丝·斯托里
多丽丝·斯托里（英語：Doris Storey，1919年12月21日—2005年10月21日），英国女子游泳运动员。她曾代表英格兰参加1938年英联邦运动会游泳比赛，获得一枚金牌。她也曾参加1936年夏季奥林匹克运动会。